# Diplura macrura
Diplura macrura (лат.) — вид мигаломорфных пауков рода Diplura из семейства Dipluridae. 
Пауки этого вида были обнаружены и описаны на острове Куба немецким натуралистом Карлом Кохом в 1841 году.
Голотип вида хранится в Берлинском музее естествознания при Берлинском университете имени Гумбольдта.